# Carlos Batres
Carlos Alberto Batres González (ur. 2 kwietnia 1968 w Gwatemali) – gwatemalski sędzia piłkarski. 

## Życiorys
Sędziował dwa mecze Mundialu 2002 (Dania – Senegal i Niemcy – Paragwaj).
Zadebiutował 27 października 1996 w meczu Panama – Kanada.